# Azeite de Moura

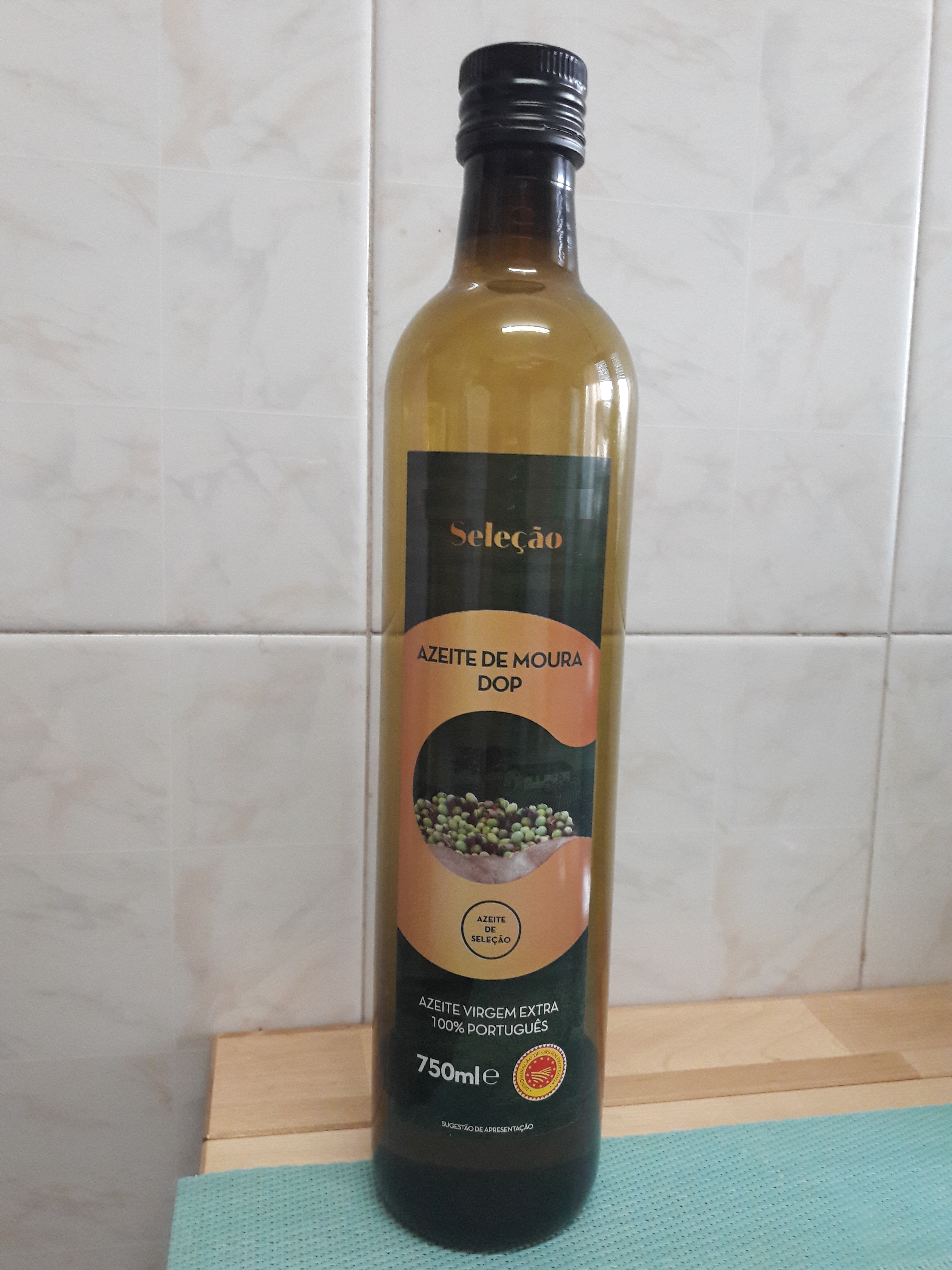
Aceite de la DOP Azeite de Moura

Azeite de Moura es una indicación geográfica portuguesa con denominación de origen protegida para los aceites de oliva vírgenes extra que, reuniendo las características definidas en su reglamento, hayan cumplido con todos los requisitos exigidos en el mismo. 

## Zona de producción
La zona de producción de los aceites de oliva amparados por la Denominación de Origen Protegida Azeite de Moura (DOP) está constituida por terrenos ubicados en los concelhos de Moura, Serpa y Mourão, situados en Alentejo.